# Rue Dartois
Ne doit pas être confondu avec Rue d'Artois.
La rue Dartois est une artère du quartier des Guillemins à Liège en Belgique.

## Histoire
La création de la gare des Guillemins en 1842 permet au quartier de se développer par le percement de nouvelles voiries. La rue Dartois est ouverte aux alentours de 1872. Elle se raccorde à la rue des Guillemins et à la place de Bronckart bâties quelques années auparavant.

## Odonymie
La rue rend hommage à Jacques Dartois (1757-1848), ciseleur et graveur liégeois renommé.

## Description
Cette artère plate et rectiligne est la partie sud d'une longue ligne droite (1 210 m) reliant la rue saint-Gilles à la rue des Guillemins en passant par la rue Louvrex, la place Sainte-Véronique, la rue Fabry et la place de Bronckart.

## Patrimoine
La rue compte de nombreuses maisons de maître de style néo-classique, construites pour la plupart sur deux étages et trois travées dans le dernier quart du XIXe siècle.
- Au nos 1-2 : immeuble au coin de la place de Bronckart classé au Patrimoine immobilier de la Région wallonne[3],[4].
- Au no 12 : immeuble construit en 1880 (architecte Auguste Castermans).
- Au no 31 : la maison Alexis, de style moderniste précoce réalisée par l'architecte Clément Pirnay[5].
- Au no 42 : la maison Bacot, de style Art nouveau avec façade en sgraffite (architecte Clément Pirnay) classée au Patrimoine immobilier de la Région wallonne[6]
- Au no 44 : la maison Pirnay, de style Art nouveau classée au Patrimoine immobilier de la Région wallonne[7].

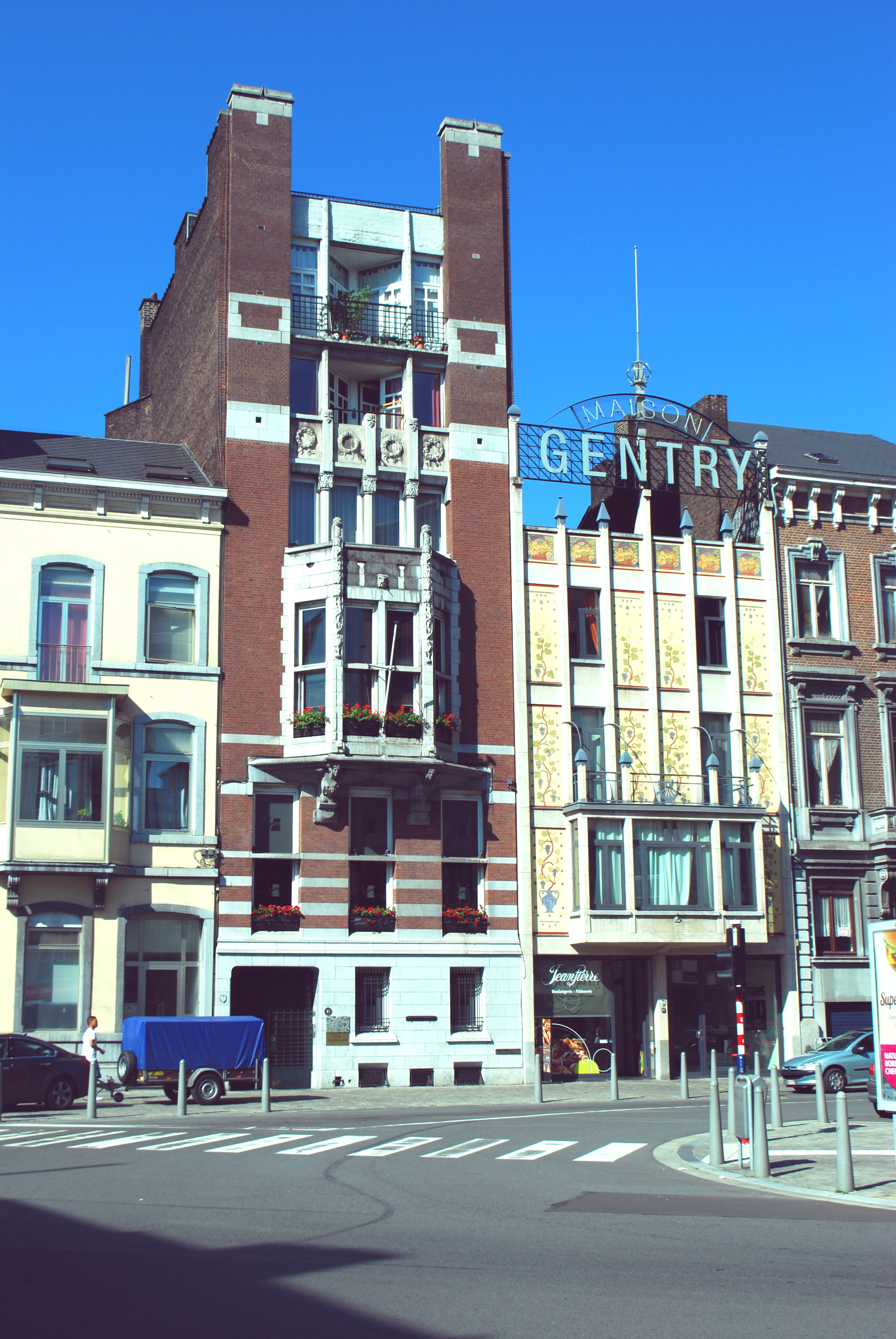
Les maisons Pirnay (à gauche) et Bacot

## Rues adjacentes
- Place de Bronckart
- Rue des Guillemins

## Personnalité native de la rue
Le 23 janvier 1908, l'écrivain Stanislas-André Steeman est né au no 22 de la rue. Une plaque commémorative est apposée sur la façade.